# Registre d'index
 (août 2012).
Si vous disposez d'ouvrages ou d'articles de référence ou si vous connaissez des sites web de qualité traitant du thème abordé ici, merci de compléter l'article en donnant les références utiles à sa vérifiabilité et en les liant à la section « Notes et références ».

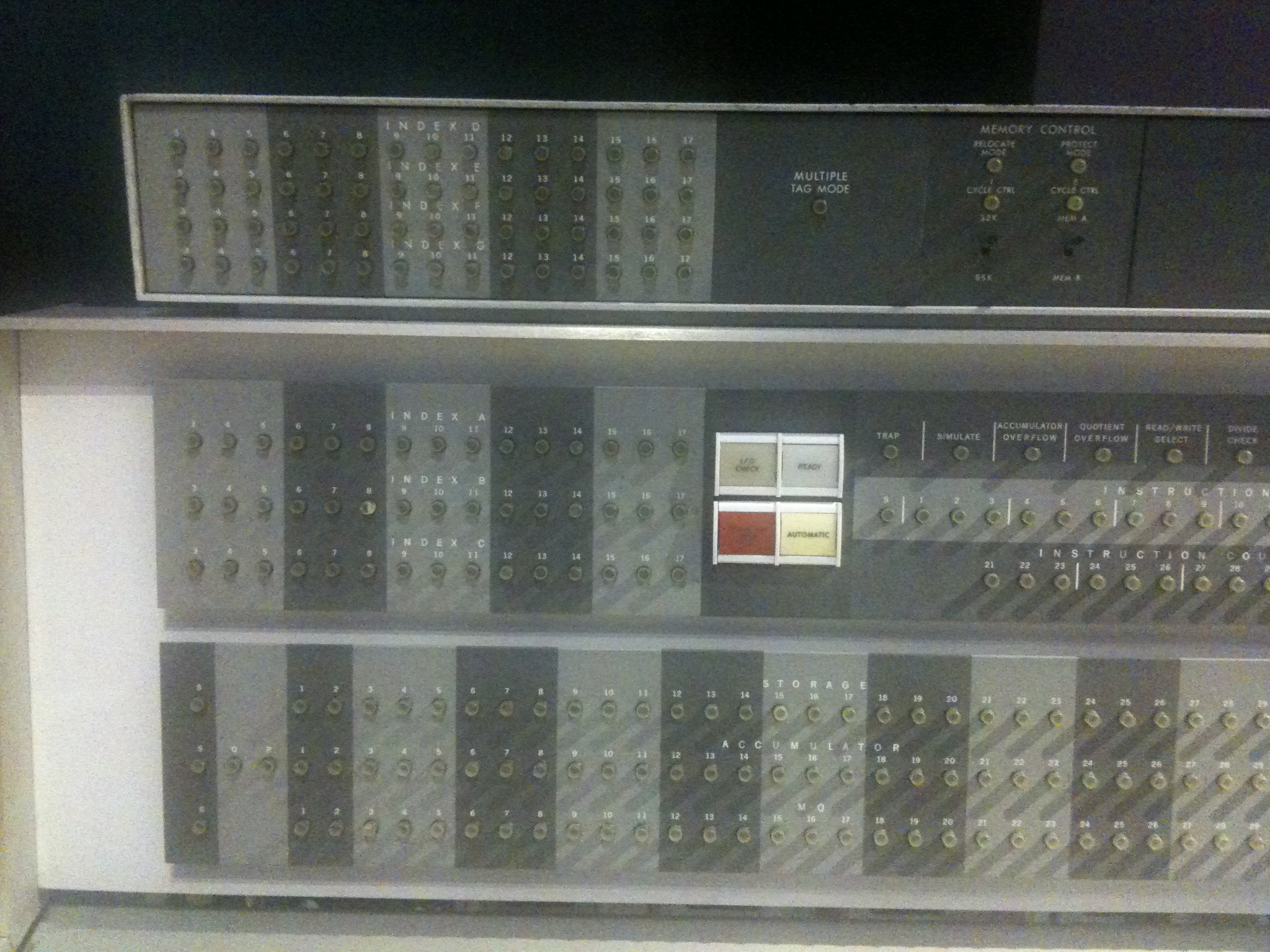
Affichage du registre d'index sur un ordinateur central IBM 7094 du début des années 1960.

Un registre d'index est un des registres d'un processeur d'ordinateur : il participe au calcul de l'adresse d'un opérande durant l'exécution d'un programme, par exemple pour faire des opérations répétitives sur plusieurs éléments d'un vecteur ou d'un tableau.
Concrètement, une instruction machine spécifie une certaine adresse. Cette adresse est ajoutée au contenu du registre d'index afin de trouver l’adresse effective de l'opérande. Ainsi l'adresse spécifiée dans l'instruction peut représenter l'adresse de début d'un tableau, et le registre d'index contient le numéro (l'indice) de la case du tableau à laquelle on s'intéresse.
Le registre d'index a été introduit pour la première fois sur l'ordinateur anglais Manchester Mark I en 1949.
Il a été introduit par IBM sur l'IBM 704 en 1954.